# Portland (Victoria)
Portland es una ciudad de 10371 habitantes situada sobre la bahía del mismo nombre al sur de Australia. Es el asentamiento de europeos más antiguo del actual estado de Victoria, a 362 km de Melbourne, la capital del estado.

## Historia
La ciudad debe su nombre al explorador británico James Grant quien, a bordo del brick "Lady Nelson", en 1800, pasó a la región y le dio el nombre del duque de Portland.
La región estaba ocupada desde hacía mucho tiempo por los aborígenes Gunditjmara.
La bahía es la única bahía de aguas profundas entre Adelaida y Melburne en una región, Estrecho de Bass dónde las condiciones climáticas son a menudo difíciles, los vientos violentos y hay fuertes corrientes.
En 1834, Edward Henty, de 24 años, y su familia que habían emigrado desde Inglaterra a Australia occidental luego a Tasmania cruzaron el estrecho con su ganado en busca de tierras más hospitalarias en la región. Después de un viaje de 34 días, su barco, el "Thistle" llegó a la bahía de CPortland el 19 de noviembre de 1834.
En su segunda travesía, el barco trajo a su hermano con el ganado y el material y emprendieron a dos de construir su campamento en esta región en la que aún no se autorizaba la colonización.
En 1838, la región pudo ser colonizada por autorización del gobernador de Sídney y el primer militar encargado de garantizar la seguridad de la ciudad fue el capitán "Charles Tyers" en 1839.

## Actualmente
La ciudad tuvo un desarrollo limitado, la bahía de Melbourne atrajo el mayor interés en el flujo migratorio.
Actualmente, la ciudad que se convirtió en "city" el 28 de octubre de 1985 en presencia del Príncipe y la Princesa de País de Gales vive del turismo.
La ciudad alberga una importante fábrica de aluminio que produce 352000 toneladas al año.
Posee reservas de aguas calientes subterráneas que se utilizan para la calefacción de una parte de la ciudad. La capacidad total del equipamiento de Portland, operado por el Glenelg Shire fue de 10.4 MW antes de ser cerrado en abril del 2006.